# Mickael Partodikromo
Mickael Partodikromo (1 de febrero de 1996) es un futbolista neocaledonio que juega como mediocampista en el Rushall Olympic inglés.

## Carrera
En 2010, a los 14 años de edad, se probó en la Asia Pacific Football Academy, localizada en Christchurch, Nueva Zelanda, e impresionó a los entrenadores. Regresó un año después para un curso intensivo de fútbol y poder aprender inglés, y en 2013 partió a Inglaterra para probarse en diversos clubes. Finalmente, dejó la APFA a mediados de año para incorporarse a las inferiores del Sheffield United.
En 2015 firmó con el Team Wellington de la ASB Premiership. Tuvo su debut en el primer equipo en la victoria por 2-0 sobre el Hawke's Bay United al ingresar desde el banco en reemplazo de Luis Corrales. En 2016 se integraría al Rushall Olympic de la Northern Premier League, séptima división del sistema de ligas inglés.

### Clubes
| Club            | País          | Año             |
| --------------- | ------------- | --------------- |
| Team Wellington | Nueva Zelanda | 2015            |
| Rushall Olympic | Inglaterra    | 2016 - Presente |

### Selección nacional
Fue el capitán de Nueva Caledonia en el Campeonato Sub-17 de la OFC 2013, en donde disputó los cinco partidos que jugó su seleccionado, que terminó segundo y no logró clasificar a la Copa Mundial de la categoría. En 2014 disputó el Campeonato Sub-20 de la OFC, jugando nuevamente los cinco encuentros que afrontó Nueva Caledonia y convirtiendo un gol ante Papúa Nueva Guinea. Con la selección sub-23 ganó la medalla de oro en los Juegos del Pacífico 2015.